# Prosper Elkouby
Pour les articles homonymes, voir Elkouby.
Prosper Elkouby (né le 4 juillet 1931 à Meknès au Maroc et mort le 11 mars 2004 à Paris 15e) est un enseignant et dirigeant communautaire juif français. Il est à l'origine de l'Institut André-et-Rina-Neher pour la formation des professeurs des écoles.

Témoin de l'éclosion et de l'organisation de la jeunesse juive au Maroc, puis en France de 1950 à nos jours, ses écrits illustrent de manière engagée l'histoire de ces pionniers dont il fait partie. Il décède à la suite d'un accident de la circulation.

## Vie et œuvre

### Biographie

#### La jeunesse
Prosper Elkouby, fils de Chalom (bijoutier) et Heftsiba Elkouby, né à Meknès (Maroc) le 4 juillet 1931. Il est l’aîné d’une famille de onze enfants.
Il commence sa scolarité à l'école primaire de l’Alliance israélite universelle de Meknès. Cependant, jusqu'à l’âge de neuf ans, il ne suit que des études juives dans un Talmud Torah, une école juive à plein temps pour les seules études juives. Après l’obtention du certificat d’études primaires, son père choisit de l’initier au secret de la fabrication des bijoux, certainement dans l'intention que le jeune Prosper devienne à son tour bijoutier. Mais cette formation professionnelle ne sera que de courte durée, car, influencé par des amis, membres des Éclaireuses éclaireurs israélites de France et qui fréquentaient le lycée Paul-Valéry ou lycée Poeymirau à Meknès, Prosper Elkouby se prépare, seul pendant deux années, pour l’entrée en classe de seconde.
Enfant et adolescent, Prosper Elkouby bénéficie de l’enseignement de son grand-père, le Rabbin Meir 
Tolédano, lui-même maître de nombreux autres rabbins à Meknès. De son grand-père il apprend la Torah, ainsi que les lois relatives à la shehita, qu'il pratique à ses côtés pendant quelques années.

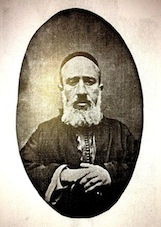
Rabbi Meir Tolédano (1886-1950)

L’école, instrument privilégié de l’émancipation, ne s’impose que tardivement à Meknès, un an juste avant le protectorat français, en 1911, alors que l’Alliance israélite universelle (AIU) avait depuis 1862, date d’ouverture du premier établissement scolaire à Tétouan, installe des écoles à Tanger en 1864, à Fès en 1883 et à Marrakech en 1899. La jeune génération d’après-guerre, bénéficie de l’enseignement de la langue et de la culture françaises donné par des maîtres d’ailleurs et dépositaires du savoir qui émancipe, ne manifestait que peu de considération pour les études juives.

C’est dans ce contexte particulier qu'il débarque à Paris. Et c’est pour lui ce qu'il appellera la révélation. Ainsi en témoignera-t-il des années plus tard : 

« Mon savoir avait un sens, il était apprécié. Il était valorisé. Tout devenait alors clair. Non, le judaïsme n’était pas désuet. Grâce à l’enseignement de M. Emmanuel Lévinas, j’ai réappris à lire nos textes et à y découvrir des valeurs dont je ne soupçonnais pas l’existence. »

#### L'étudiant
À l'issue de la classe de première, il passe le concours d’entrée à l’École normale israélite orientale de Paris pour se préparer au métier d’instituteur. Il obtient le baccalauréat puis suit une formation pédagogique à l’École normale d’instituteurs de la Seine, rue Molitor, à proximité de l’ENIO. C'est pourquoi il séjourne deux ans à Paris au début des années 1950, séjour dont il garde un souvenir indélébile. Trois faits caractérisent cette période :
- Découverte de Paris : théâtre, concerts, conférences et rencontres :

Edmond Fleg, Georges Wormser, René Cassin, Pierre-Maxime Schuhl, etc., invités du professeur Emmanuel Lévinas à l’Oneg Shabbat (le samedi après-midi).
- Formation pédagogique et stages pratiques dans les classes d’application parisiennes, lieux

de dialogue avec les petits enfants de France.
- Enfin, le fait le plus marquant sera la rencontre avec le professeur Emmanuel Lévinas (directeur de l’ENIO).

#### Prosper Elkouby, l'enseignant
À son retour à Meknès, Prosper Elkouby se marie avec Messodi Tolédano et occupe un poste à l’École de l’AIU, poste qu'il occupe durant 12 années, jusqu’à son départ pour la France en 1967 quelques jours après la guerre des Six Jours.
Ils ont trois enfants : Arié, Daniel et Judith.
Parallèlement à l’enseignement, Prosper Elkouby entreprend en autodidacte des études supérieures d’arabe classique durant trois ans et obtient en 1960 le diplôme d’arabe classique à l’université de Rabat.

En 1960  il est délégué par l’AIU pour représenter le personnel des écoles du Maroc aux cérémonies se déroulant en juin à Paris et marquant le Centenaire de cette institution.
Durant cette même période, Prosper Elkouby suit des activités militantes aux Éclaireuses éclaireurs israélites de France (les EI), au département éducatif de la jeunesse juive (DEJJ), et aux amitiés judéo-christiano-musulmanes.
Il quitte avec sa famille le Maroc en 1967 en raison de troubles politiques et de l'insécurité grandissante dans laquelle vivait la communauté juive du Maroc. Il vient en France et obtient un poste de professeur de lettres au CES Jean-Lurçat à Villejuif.
En mai 1971, alors qu'il est inscrit sur la liste d’aptitude pour le principalat du CES, Adam Loss, alors directeur général adjoint du FSJU (Fonds social juif unifié) lui propose la direction de la délégation régionale du FSJU - AUJF à Marseille. Il accepte. Il formule une demande de mise en disponibilité au ministère de l'Éducation nationale et part pour Marseille avec sa famille. Il y reste sept ans.
De 1971 à 1978 il est directeur du mensuel L’Arche provençale.
En juillet 1978, il prend à Paris la suite de Louis Cohn (directeur du département éducation du FSJU), poste qu'il occupe jusqu’en 1995.

La mise en disponibilité est renouvelée pendant dix ans à l’issue desquels, il  décide de démissionner de la fonction publique et de rester dans le travail communautaire.
1978 marque aussi le début d'une longue carrière en tant que secrétaire général, puis directeur de la revue pédagogique HaMoré, prix Jérusalem de l’Éducation en 1987.

Jérusalem 1987. Remise, par Itzhak Rabin du prix de Jérusalem pour l'Éducation attribué à la revue Hamoré. À gauche, Mme C.A Gugenheim. Au second plan, M. Ovadia Soffer, ancien ambassade d'Israël en France

De 1985 à 1994, il est chef de rubrique dans la revue « Communauté nouvelle ».
C'est en 1993 que Prosper Elkouby met sur pied l’œuvre qui marque sa vie : la fondation avec le professeur Armand Lévy d'un organisme de formation initiale et continue des enseignants et cadres des écoles juives, sous contrat avec l’État, l'Institut André-et-Rina-Neher. Il occupe alors le poste de directeur fondateur de cet établissement privé d'enseignement supérieur, déclaré auprès du ministère de l’Éducation nationale. Au travers de cet institut, il entendait pallier un problème récurrent dans le système éducatif juif, à savoir la formation des instituteurs. De cet institut sortiront donc des centaines d'enseignants compétents, qui iront transmettre dans toutes les écoles juives de France.
Le 11 mars 2004, à la suite d'un tragique accident de la circulation, Prosper Elkouby décède à Paris après dix jours d'hospitalisation. Il est inhumé le lendemain sur les collines de Jérusalem, au cimetière de Givat Shaul. Nombre de ses élèves, de ses proches rédigent alors des hommages. Ces derniers sont édités dans un ouvrage rédigés par les enfants de Prosper Elkouby, Pour une éducation juive dans la cité, paru en 2004.

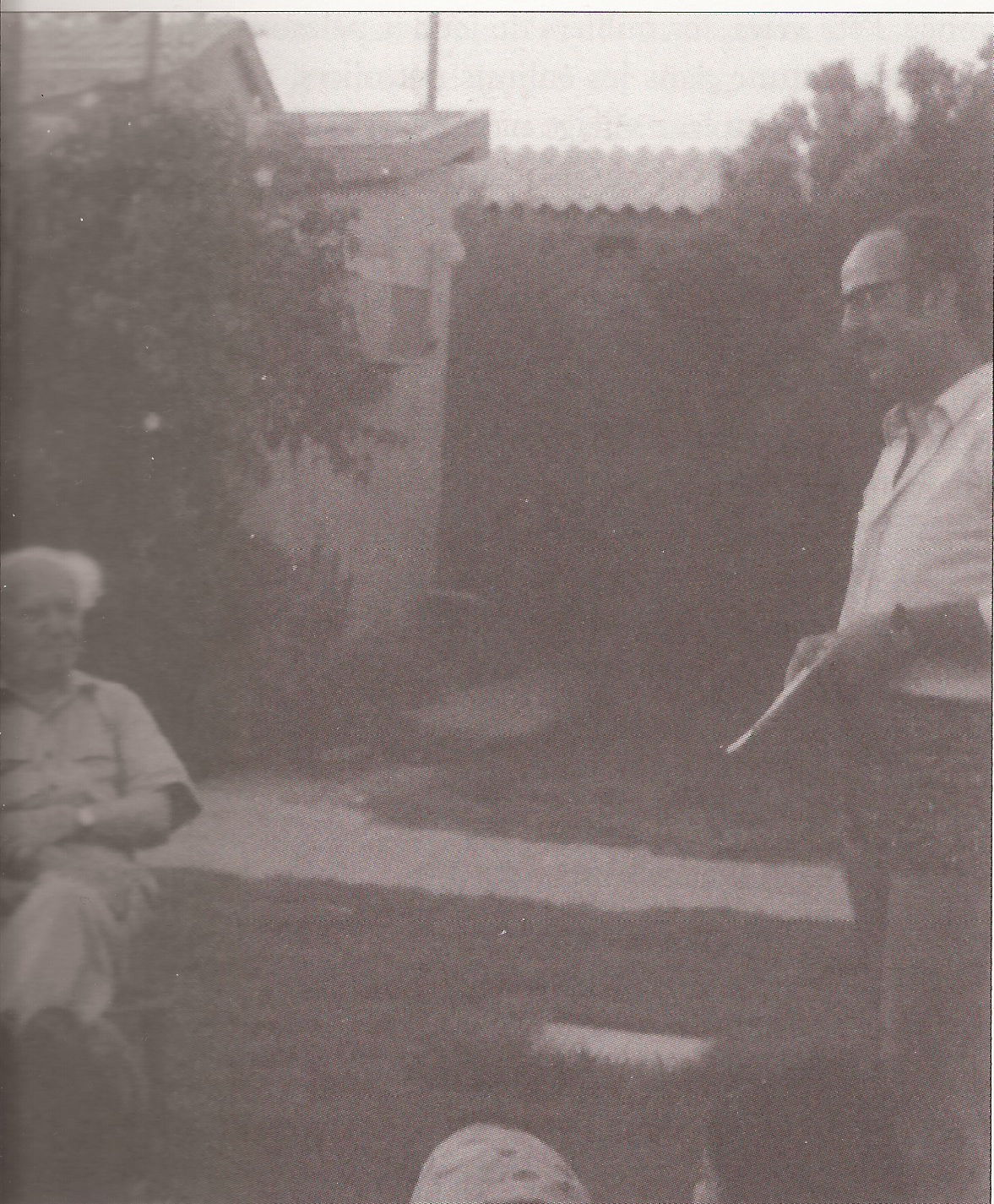
Exposé sur la jeunesse juive et le sionisme devant Ben Gourion dans son Kibboutz à Sdé Boker en 1969

## Décorations
- Chevalier de l'ordre des Palmes académiques (3 mars 1993)
- Officier de l'ordre des Palmes académiques, des mains de Xavier Darcos, ministre délégué à l’Enseignement scolaire (juillet 2003)

### Sources
- Pour une éducation juive dans la cité, Éditions Polyglottes, 2004

consultable librement sur le Web : Pour une éducation juive dans la Cité